# Korkyra Czarna

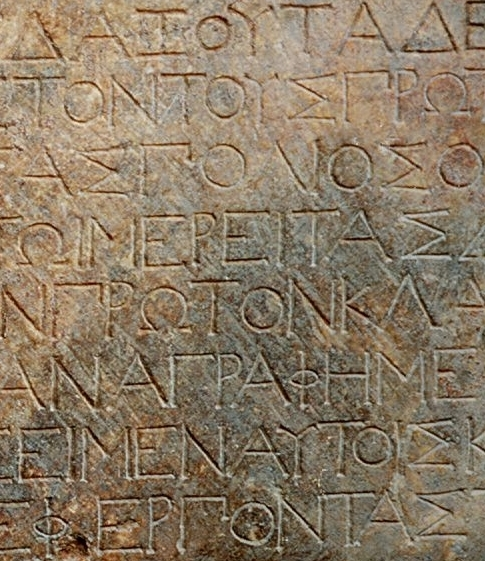
Fragment inskrypcji z Lumbardy

Korkyra Czarna, Korkyra Melajna, także Kerkyra Melajna (stgr. Κόρκυρα/Κέρκυρα Μέλαινα, łac. Corcyra Melaena) – kolonia Knidos założona przy współudziale Greków z Korkyry w VI wieku p.n.e., w głębokiej zatoce górzystej wyspy na Adriatyku.
Obecnie lokalizowana jest na terenie miejscowości Vela Luka na dalmackiej wyspie Korčula. Część badaczy dowodzi jednak istnienia tam dwóch kolonii w różnym okresie, przy czym druga po starszej, knidyjskiej miałaby być założona od nowa przez greckich kolonistów z Issy (na pobliskiej wyspie Vis) w III wieku p.n.e. Jej pozostałości (inskrypcje, pochówki z ceramiką) zlokalizowano na terenie miejscowości Lumbarda na przeciwległym, wschodnim krańcu wyspy, a głównym świadectwem jest odnaleziony tam zapis tzw. psefizmy (gr. ψήφισμα), będącej faktycznie dekretem fundacyjnym miasta. Wiadomo stąd, że osadnikami byli syrakuzańscy Grecy oraz miejscowi Ilirowie. 
Status Czarnej Korkyry jako polis poświadczają znaleziska monet z legendą podającą etnikon ΚΟΡΚΥΡΑΙΩΝ, datowanych na IV i III stulecie p.n.e., jednak bezspornie nie utożsamianych z jednym z dwóch miejsc osadnictwa. 